# Spanioplanus mitis
Spanioplanus mitis là một loài nhện trong họ Linyphiidae. Loài này được phát hiện ở Venezuela và Peru.